# خوان رامون لوپز کارو
خوان رامون لوپز کارو (اسپانیایی: Juan Ramón López Caro‎؛ زاده ۲۳ مارس ۱۹۶۳) یک مربی فوتبال اهل اسپانیا است.
او سرمربی رئال مادرید و لوانته در لالیگا و همچنین سلتاویگو و رئال مادرید کاستیا در سگوندا دیویسیون بود.  پس از یک دوره مسئولیت در تیم ملی فوتبال زیر ۲۱ سال اسپانیا، او به خارج از کشور نقل مکان کرد و هدایت تیم های ملی عربستان سعودی و عمان را بر عهده گرفت و با دو باشگاه دالیان پروفشنال و شنژن به سوپر لیگ چین صعود کرد.

## عملکرد مربیگری

### اوایل دوران مربیگری و رئال مادرید (۲۰۰۶–۱۹۹۲)
لوپز کارو که در لبریخا، استان سویا در اسپانیا به دنیا آمد، وی قبل از ۳۰ سالگی خود وارد عرصه مربیگری شد و باشگاه هایی را در شهر محل تولد خودش هدایت کرد. اولین کار او در سطح حرفه ای در فصل ۹۹–۱۹۹۸ آغاز شد، زیرا او ملیلا را به مقام قهرمانی در سگوندا دیویسیون بی رساند. او سپس سرمربی رئال مایروکا بی شد اما در جام یوفا اینترتوتو در برابر تیم رومانیایی پیاترا نیامتس در ژوئیه ۲۰۰۰ با نتیجه ۴–۳ مغلوب شد. ذخیره ها در این مسابقه به رقابت پرداختند زیرا تیم لوییس آراگونس هنوز پیش فصل را شروع نکرده بود.
لوپز کارو در تابستان ۲۰۰۱ با عقد قراردادی هدایت رئال مادرید کاستیا را بر عهده گرفت و در سال ۲۰۰۵ به سگوندا دیویسیون صعود کرد. او در دسامبر همان سال پس از اخراج واندرلی لوکزامبورگو به عنوان سرمربی تیم اصلی رئال مادرید انتخاب شد و اولین بازی او شکست ۲–۱ خارج از خانه مقابل المپیاکوس در مرحله گروهی لیگ قهرمانان اروپا بود.

### لوانته، سلتاویگو و تیم ملی زیر ۲۱ سال اسپانیا (۲۰۱۰–۲۰۰۶)
لوپز کارو پس از ترک استادیوم سانتیاگو برنابئو در ژوئن ۲۰۰۶، وی با دستمزدی ۶۵۰۰۰۰€ یورویی که در صورت اجتناب از سقوط تیم به ۹۰۰۰۰۰€ یورو افزایش می‌یابد، به عنوان سرمربی راسینگ سانتاندر منصوب شد. با این حال، یک ماه بعد بدون انجام مسابقه از این تیم جدا شد، او به لوانته نقل مکان کرد. ژانویه بعد، چند روز پس از شکست ۳–۰ در برابر والنسیا، او برکنار شد و ابل رسینو به جای او منصوب شد.
لوپز کارو در اکتبر ۲۰۰۷ به سگوندا دیویسیون بی بازگشت و جانشین هریستو استویچکوف در جایگاه یازدهم سلتاویگو شد. در مارس سال بعد، او از هدایت سلتاویگو اخراج شد، تیم اگرچه در رده هشتم قرار داشت اما ۹ امتیاز نسبت به تیم صدرنشین عقب بود.
در ماه مه ۲۰۰۸، لوپز کارو برای اولین حرفه مربیگری خود را در سطح ملی با قبول هدایت تیم ملی فوتبال زیر ۲۱ سال اسپانیا انجام داد و هدایت تیم ملی زیر ۲۱ سال اسپانیا را در جام ملت‌های اروپا فوتبال زیر ۲۱ سال ۲۰۰۹ برعهده گرفت اما در مرحله گروهی رقابت ها حذف شد.

### واسلویی و حضور در خاورمیانه (۲۰۱۶–۲۰۱۰)
در ژوئن ۲۰۱۰، لوپز کارو برای اولین بار به خارج از کشور رفت و به باشگاه اسپورتینگ واسلویی رومانی در لیگ یک رفت و با عقد قراردادی سه ساله هدایت تیم را بر عهده گرفت، اما در نهایت در ماه اکتبر به دلیل نتایج ضعیف اخراج شد.
لوپز کارو در ژانویه ۲۰۱۳ جانشین فرانک رایکارد به عنوان سرمربی عربستان سعودی انتخاب شد. وی پس از یک نمایش ناامیدکننده در مرحله مقدماتی جام جهانی از صعود به جام جهانی ۲۰۱۴ باز ماند و در آستانه جام ملت های آسیا ۲۰۱۵، در دسامبر ۲۰۱۴ برکنار شد. او در خاورمیانه ماند و در ژانویه ۲۰۱۶ سرمربی عمان شد، وی بعد از کسب نتایج ضعیف با توافقی دوجانبه از این تیم جدا شد.

### چین (۲۰۱۹–۲۰۱۶)
لوپز کارو با ماندن در آسیا هدایت دالیان پروفشنال را برعهده گرفت.  وی در نوامبر ۲۰۱۶ در اولین فصل حضور خود موفق به کسب عنوان قهرمانی شد و همچنین جواز صعود به سوپر لیگ چین را به دست آورد.
در آوریل ۲۰۱۸، لوپز کارو مجدداً به لیگ دسته اول چین برگشت و به مربیگری شنژن منصوب شد. وی این بار به عنوان نایب قهرمان موفق شد جواز صعود به سوپر لیگ چین را به دست بیاورد. او در پایان ژوئیه ۲۰۱۹ به دلیل کسب نتایج ضعیف در سوپر لیگ چین و انجام ۱۲ بازی و کسب تنها ۳ امتیاز، از هدایت این تیم اخراج و روبرتو دونادونی جانشین او شد.

## آمار مربیگری
تا تاریخ ۲۸ ژوئیه ۲۰۱۹
| تیم                               | کشور          | از             | تا             | آمار | آمار | آمار  | آمار | آمار     | منبع   |
| تیم                               | کشور          | از             | تا             | بازی | برد  | مساوی | باخت | درصد برد | منبع   |
| --------------------------------- | ------------- | -------------- | -------------- | ---- | ---- | ----- | ---- | -------- | ------ |
| لوس پالاسیوس                      | اسپانیا       | ۱ ژوئیه ۱۹۹۵   | ۳۰ ژوئن ۱۹۹۷   | ۸۰   | ۳۲   | ۲۰    | ۲۸   | ۰۴۰      | [ ۵ ]  |
| دس ارماناس                        | اسپانیا       | ۱ ژوئیه ۱۹۹۷   | ۳۰ ژوئن ۱۹۹۸   | ۳۸   | ۳۰   | ۷     | ۱    | ۰۷۹      | [ ۶ ]  |
| ملیلا                             | اسپانیا       | ۱ ژوئیه ۱۹۹۸   | ۳۰ ژوئن ۱۹۹۹   | ۴۴   | ۲۱   | ۱۱    | ۱۲   | ۰۴۸      | [ ۷ ]  |
| رئال مایروکا بی                   | اسپانیا       | ۱ ژوئیه ۱۹۹۹   | ۳۰ ژوئن ۲۰۰۱   | ۷۶   | ۳۲   | ۲۹    | ۱۵   | ۰۴۲      | [ ۸ ]  |
| رئال مایروکا                      | اسپانیا       | ۳۰ ژوئن ۲۰۰۰   | ۹ ژوئیه ۲۰۰۰   | ۲    | ۱    | ۰     | ۱    | ۰۵۰      | [ ۹ ]  |
| رئال مادرید کاستیا                | اسپانیا       | ۱ ژوئیه ۲۰۰۱   | ۴ دسامبر ۲۰۰۵  | ۱۸۳  | ۹۷   | ۴۵    | ۴۱   | ۰۵۳      | [ ۱۰ ] |
| رئال مادرید                       | اسپانیا       | ۴ دسامبر ۲۰۰۵  | ۳ ژوئن ۲۰۰۶    | ۳۳   | ۱۷   | ۱۰    | ۶    | ۰۵۲      | [ ۱۱ ] |
| راسینگ سانتاندر                   | اسپانیا       | ۳ ژوئن ۲۰۰۶    | ۶ ژوئیه ۲۰۰۶   | ۰    | ۰    | ۰     | ۰    | —        |        |
| لوانته                            | اسپانیا       | ۶ ژوئیه ۲۰۰۶   | ۱۵ ژانویه ۲۰۰۷ | ۲۰   | ۵    | ۶     | ۹    | ۰۲۵      | [ ۱۲ ] |
| سلتاویگو                          | اسپانیا       | ۸ اکتبر ۲۰۰۷   | ۱۱ مارس ۲۰۰۸   | ۲۱   | ۷    | ۸     | ۶    | ۰۳۳      | [ ۱۳ ] |
| تیم ملی فوتبال زیر ۲۱ سال اسپانیا | اسپانیا       | ۱ ژوئیه ۲۰۰۸   | ۱۴ ژوئن ۲۰۱۰   | ۱۷   | ۹    | ۳     | ۵    | ۰۵۳      | [ ۱۴ ] |
| اسپورتینگ واسلویی                 | رومانی        | ۱۴ ژوئن ۲۰۱۰   | ۹ اکتبر ۲۰۱۰   | ۱۳   | ۴    | ۵     | ۴    | ۰۳۱      |        |
| عربستان سعودی                     | عربستان سعودی | ۱۰ ژانویه ۲۰۱۳ | ۱۵ دسامبر ۲۰۱۴ | ۲۲   | ۹    | ۵     | ۸    | ۰۴۱      |        |
| عمان                              | عمان          | ۱۴ ژانویه ۲۰۱۶ | ۲۹ نوامبر ۲۰۱۶ | ۸    | ۳    | ۲     | ۳    | ۰۳۸      |        |
| دالیان پروفشنال                   | چین           | ۲۹ نوامبر ۲۰۱۶ | ۲۶ دسامبر ۲۰۱۷ | ۳۲   | ۱۹   | ۸     | ۵    | ۰۵۹      |        |
| شنژن                              | چین           | ۱۱ آوریل ۲۰۱۸  | ۱۹ ژوئیه ۲۰۱۹  | ۴۶   | ۱۷   | ۱۱    | ۱۸   | ۰۳۷      |        |
| مجموع                             | مجموع         | مجموع          | مجموع          | ۶۳۵  | ۳۰۳  | ۱۷۰   | ۱۶۲  | ۰۴۸      | —      |

## افتخارات

### باشگاهی
ملیلا
- سگوندا دیویسیون بی: ۹۹–۱۹۹۸

رئال مادرید کاستیا
- سگوندا دیویسیون بی: ۰۵–۲۰۰۴

رئال مادرید
- نایب قهرمانی لالیگا: ۰۶–۲۰۰۵

دالیان پروفشنال
- لیگ یک چین: ۲۰۱۷

شنژن
- نایب قهرمانی لیگ یک چین: ۲۰۱۸

### ملی
عربستان سعودی
- نایب قهرمانی جام ملت‌های خلیج: ۲۰۱۴

### فردی
- بهترین مربی لیگ یک چین: ۲۰۱۷